# Lill-Grundsjön (Anundsjö socken, Ångermanland)
Lill-Grundsjön är en sjö i Örnsköldsviks kommun i Ångermanland och ingår i Moälvens huvudavrinningsområde. Sjön är 6,4 meter djup, har en yta på 0,139 kvadratkilometer och är belägen 297,9 meter över havet. Lill-Grundsjön ligger i Pengsjökomplexet Natura 2000-område.

## Delavrinningsområde
Lill-Grundsjön ingår i det delavrinningsområde (706490-158998) som SMHI kallar för Utloppet av Lill-Grundsjön. Medelhöjden är 302 meter över havet och ytan är 1,03 kvadratkilometer. Det finns inga avrinningsområden uppströms utan avrinningsområdet är högsta punkten. Vattendraget som avvattnar avrinningsområdet har biflödesordning 4, vilket innebär att vattnet flödar genom totalt 4 vattendrag innan det når havet efter 106 kilometer. Avrinningsområdet består mestadels av skog (35 procent) och sankmarker (49 procent). Avrinningsområdet har 0,14 kvadratkilometer vattenytor vilket ger det en sjöprocent på 13,3 procent.